# Fuglie församling
Fuglie församling var en församling i Lunds stift och i Trelleborgs kommun. Församlingen uppgick 2002 i Hammarlövs församling.

## Administrativ historik
Församlingen har medeltida ursprung. 
Församlingen var till och med 1961 annexförsamling i pastoratet Vellinge och Fuglie. Från 1962 till och med 2001 var den annexförsamling i pastoratet Hammarlöv, Västra Vemmerlöv, Fuglie, Maglarp, Bodarp, Västra Tommarp och Skegrie. Församlingen uppgick 2002 i Hammarlövs församling.

## Kyrkor
- Fuglie kyrka